# Список дипломатических миссий в Северной Македонии
Список дипломатических миссий в Северной Македонии — в настоящее время в столице Северной Македонии Скопье находится 32 посольство и 18 генеральных консульств разных стран. Несколько других стран имеют представительства, находящиеся в других столицах, в основном в Вене, Белграде, Софии и Анкаре.

## Посольства
Скопье 
| - Австрия - Албания - Болгария - Босния и Герцоговина - Великобритания - Венгрия - Китай - Германия - Греция - Испания - Италия - Иран - Катар - Нидерланды - Мальтийский орден (Филиал в Скопье) - Польша | - Республика Косово - Румыния - Россия - Сербия - Словакия - Словения - США - Турция - Франция - Хорватия - Черногория - Чехия - Швеция - Швейцария - Украина - Япония |

## Почетные Генеральные консульства вСкопье/Куманово/Битолаи других городах
- Скопье [2]
- Австралия
- Белоруссия
- Бельгия
- Канада
- Дания
- Эстония
- Финляндия
- Гвинея
- Индонезия
- Израиль
- Латвия
- Литва
- Мексика
- Молдова
- Монголия
- Марокко
- Намибия
- Перу
- Куманово
- Румыния
- Битола
- Албания
- Австрия
- Босния и Герцеговина
- Болгария
- Хорватия
- Франция
- Греция
- Венгрия
- Черногория
- Румыния
- Россия
- Сербия
- Турция
- Великобритания
- Украина
- Охрид
- Польша
- Россия
- Словения
- Штип
- Латвия
- Черногория
- Румыния
- Струга
- Республика Косово
- Турция
- Дебар
- Республика Косово
- Струмица
- Хорватия

## Миссии
- Европейский союз
- НАТО

## Посольства открыть
- Бразилия[3][4]
- Израиль[5]

## Бывшее посольство
- Норвегия (Закрыт в 2012 г.)

## Посольства в других странах
| - Афганистан (София) - Алжир (Бухарест) - Ангола (Белград) - Аргентина (София) - Австралия (Белград) - Азербайджан (Анкара) - Бельгия (София) - Бангладеш (Мадрид) - Бразилия (София) - Буркина-Фасо (Анкара) - Беларусь (Белград) - Канада (Белград) - Куба (София) - Кипр (Белград) - Дания (Белград) - Египет (София) - Эстония (Будапешт) - Эквадор (Рим) - Экваториальная Гвинея (Рим) - Гвинея (Рим) - Финляндия (Белград) - Гана (Прага) - Ватикан (София) | - Ирландия (Бухарест) - Индия (София) - Индонезия (София) - Иордания (Анкара) - Исландия (Рейкьявик) - Казахстан (Будапешт) - Израиль (Иерусалим) - КНДР (София) - Кувейт (София) - Кыргызстан (Анкара) - Лаос (Вена) - Латвия (Прага) - Лесото (Рим) - Ливия (Белград) - Литва (Загреб) - Люксембург (Люксембург) - Мальдивы (Женева) - Малави (Берлин) - Мальта (Валлетта) - Малайзия (Будапешт) - Мексика (Белград) - Молдова (София) - Монголия (София) | - Марокко (София) - Намибия (Вена) - Новая Зеландия (Рим) - Норвегия (Белград) - Пакистан (Анкара) - Парагвай (Рим) - Перу (Бухарест) - Португалия (Белград) - Саудовская Аравия (Тирана) - Республика Корея (София) - Мальтийский орден (Рим) - Шри-Ланка (Берлин) - Судан (Бухарест) - Сирия (Белград) - Таиланд (Анкара) - Того (Берлин) - Танзания (Рим) - ОАЭ (Рим) - Уганда (Рим) - Венесуала (Бухарест) - Вьетнам (София) - Замбия (Берлин) |